# أبو الوليد النيسابوري
أبو الوليد حسان بن محمد بن أحمد بن هارون القرشي الأموي النيسابوري (277-349 هـ الموافق 890- 960 م،)، من أئمة الشافعية ومن أصحاب الوجوه المجتهدين.
تفقه على شيخ المذهب أبي العباس بن سريج حتى صار إمام عصره وفقيه خراسان.
قال الحاكم: كان إمام أهل الحديث بخراسان، وأزهد من رأيت من العلماء وأعبدهم، وأكثرهم تقشفاً ولزوماً لمدرسته وبيته.
روي عنه أنه قال: سمعت حرملة يقول: سئل الشافعي رحمهُ الله عن رجل وضع في فيه تمرة، وقال لامرأته: إن أكلتُها فأنت طالق، وإن أخرجتها فأنت طالق، فقال الشافعي: يأكل نصفها ويطرح نصفها. قال أبو الوليد: سمع مني أبو العباس بن سريج هذه الحكاية وبنى عليها باقي تفريعات الطرق.
وقد ورد ذكر أبي الوليد في كتاب الروضة في عدة أماكن.

## مؤلفاته
لأبي الوليد عدة مؤلفات منها:
1. شرح رسالة الإمام الشافعي في الأصول.
2. كتاب المستخرج على صحيح مسلم.

## وفاته
توفي أبو الوليد النيسابوري في خامس شهر ربيع الأول سنة تسع وأربعين وثلاثمائة (349هـ).